# Сою
Кан Джихён (кор. 강지현, англ. Soyou; род. 12 февраля 1992 года), более известная как Сою, — южнокорейская певица. Бывшая участница гёрл-группы Sistar, где являлась ведущей вокалисткой.

## Жизнь и карьера

### 1992—2010: ранняя жизнь и начало карьеры
Сою родилась 12 февраля 1992 года на острове Чеджу, Республика Корея. До дебюта она была лицензированным парикмахером и работала по специальности. Сою была известна как стажёрка Cube Entertainment и первоначально должна была дебютировать в качестве члена 4Minute. Сою сказала, что она не попала в группу, потому что ей многого не хватало и изначально предполагалось, что она будет на месте Сохён. Вместо этого Сою прошла прослушивание в Starship Entertainment, исполнив кавер-версию песни Navi «On The Road», а после стажировки дебютировала в качестве мебера Sistar в июне 2010 года. Группа приобрела значительную популярность после выхода своего хитового сингла «So Cool» в 2011 году.

### 2017—настоящее время: сольный дебют

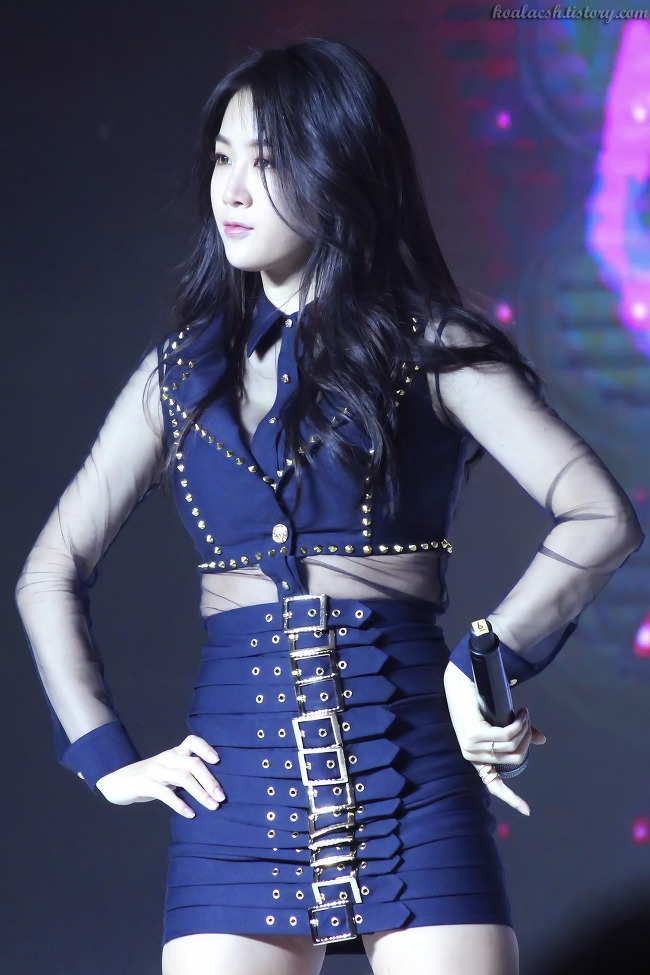
Сою в апреле 2016 года

После того, как группа Sistar распалась в июне 2017 года, Сою продолжила свою музыкальную карьеру и дебютировала как соло-певица в том же агентстве Starship Entertainment. Она приняла участие в записи четвёртого альбома K.Will Part.1 Nonfiction, записав партию для второго трека под названием «Let Me Hear You Say», выпущенного 26 сентября 2017 года. 26 октября она выпустила совместный трек «Monitor Girl» с Луи из Geeks, это их вторая совместная работа после «Officially Missing You, Too» в 2012 году. 16 ноября Сою выпустила «I Still» с Сон Сигён в качестве предварительного трека для своего грядущего сольного альбома. 28 ноября было подтверждено, что она станет ведущей новой бьюти-программы под названием SoyouXHani’s Beauty View, которая начала выходить 28 декабря. 13 декабря Сою выпустила первую часть своего сольного альбома Re:Born, спродюсированную Primary, с синглом «The Night» с участием рэперского дуэта Geeks.
Через год и девять месяцев после своего последнего релиза Сою выпустила «Gotta Go» 28 июня 2020 года. Эта песня представляет собой реггетон в стиле EDM и сопровождается музыкальным видео, выпущенным на канале Starship Entertainment на YouTube.

## Дискография
- Re:Born (2017)
  - Re:Fresh (2018)